# Hildegard Hendrichs
Hildegard Hendrichs (* 7. Juni 1923 in Berlin; † 4. Februar 2013 in Erfurt) war eine deutsche Bildhauerin, Schriftstellerin und Komponistin.

## Leben
Hendrichs wuchs als Älteste von vier Geschwistern im Berliner Ortsteil  Schöneberg in bescheidenen Verhältnissen auf. Nach Abitur und Arbeitsdienst begann sie eine Ausbildung an der Holzbildhauerschule in Empfertshausen in Thüringen. Heimlich begann sie in der NS-Zeit auch christliche Kunstwerke herzustellen, vor allem vollplastische Heiligenfiguren (insbesondere des heiligen Franziskus von Assisi) und Christus-Darstellungen in expressionistisch anmutendem Stil. Der Stil ihrer Kunstwerke war vor allem durch ausdrucksstarke Augen und Hände gekennzeichnet.
Nach dem Zweiten Weltkrieg begann sie neben der Holzbildhauerei auch mit anderen Materialien zu experimentieren und zu malen. Hildegard Hendrichs wurde in den 1950er- und 1960er-Jahren zu einer gefragten Sakralkünstlerin. Zu ihren sakralen Werken zählen Altäre, Figuren, Reliefs, Kreuzwege und Gemälde.
1950 wurde ihr Hedwigs- oder Flüchtlingsaltar auf der vom Vatikan veranstalteten Ausstellung zum Heiligen Jahr „Arte Sacra“ in Rom gezeigt. Zwischen 1954 und 1958 reiste sie durch Italien, wo sie unter anderem den Marienaltar des Germanicums in Rom schuf. In dieser Zeit trat sie einem franziskanischen Dritten Orden bei. Sie begann mit der Dichtung und Komposition geistlicher Musik und Meditationen zu ihren Kunstwerken. Nach ihrer Italienreise kehrte sie auf Wunsch des damaligen Berliner Bischofs Julius Kardinal Döpfner zurück in die DDR, wo sie für Wochen wegen illegaler Ausreise inhaftiert wurde. Ab 1979 erlaubte man ihr wieder zu reisen; bis ins hohe Alter hielt sie Vorträge und Besinnungsveranstaltungen in Deutschland und im umliegenden Ausland.
Hildegard Hendrichs lebte seit 1948 in Erfurt. Ihre sakralen Kunstwerke und Figuren finden sich in vielen Kirchen Europas z. B. in Berlin (St. Pius-Kirche), in Erfurt (Erfurter Dom, Pfarrkirche St. Severi und Priesterseminar), in Eisenach (St. Elisabeth-Kirche), Hundeluft (Mariä-Himmelfahrt-Kirche), Weimar (Herz-Jesu-Kirche), Magdeburg (St. Laurentius), Stralsund (Dreifaltigkeitskirche), Hünfeld (Bonifatiuskloster), Rom (Germanicum, Santa Maria dell’Anima) und Assisi (Exerzitienhaus auf dem Monte La Verna).

## Auszeichnungen
2003 wurde Hendrichs durch Bischof Joachim Wanke mit der Elisabeth-Medaille des Bistums Erfurt ausgezeichnet.

## Veröffentlichungen (Auswahl)
- Erlebt und erfahren. Autobiografie. Münsterschwarzach 1997, ISBN 3-87868-492-4.
- Damit sie das Leben in Fülle haben. Meditationen zum Kreuz. Hildesheim 1989, ISBN 3-87065-506-2.
- Schauen Singen Leben. Meditation aus Bild und Lied im Kirchenjahr. Münsterschwarzach 1999, ISBN 3-87868-555-6.
- Melodien aus der Freude. Münsterschwarzach 2001, ISBN 3-87868-550-5.